# Calle Escarpín
La calle Escarpín es una vía pública de la ciudad española de Sevilla.

## Descripción
La vía discurre desde la calle José Luis Luque hasta la plaza del Buen Suceso. Su título podría deberse a la forma que dibuja en su recorrido. Aparece descrita en la Noticia histórica del origen de los nombres de las calles de esta ciudad de Sevilla (1839) de Félix González de León con las siguientes palabras:

Calle del Escarpin. Corresponde al cuartel B. y à la parroquia de san Pedro. Se ignora el origen de su nombre. Es una callejolilla angosta, que tal vez de su figura toma el nombre, que pasa de la calle de Bolsa de Hierro á la plazoleta del Buen Suceso.
(González de León, 1839, p. 170)